# Mohammed Kheri
Mohamed Kheri – kenijski trener piłkarski. Był selekcjonerem reprezentacji Kenii.

## Kariera trenerska
W 1988 roku Kheri po raz pierwszy został selekcjonerem reprezentacji Kenii. Poprowadził ją do awansu na Puchar Narodów Afryki 1990. Tam Kenia zakończyła swój udział na fazie grupowej, remisując 0:0 z Senegalem oraz przegrywając 0:1 z Zambią i 0:2 z Kamerunem. Po tym turnieju przestał być trenerem kenijskiej reprezentacji. Kadrę Kenii prowadził również w 1995 i 2005 roku.